# Betty Holberton
Frances Elizabeth Holberton (7. března 1917 Filadelfie – 8. prosince 2001 Rockville) byla jednou ze šesti původních programátorek elektronického digitálního počítače ENIAC a vynalezla breakpointy používané při ladění programů.
Zbylými pěti programátorkami ENIACu byly Jean Bartik, Ruth Teitelbaum, Kathleen Antonelli, Marlyn Meltzer a Frances Spence.

## Mládí avzdělání
Holberton se narodila jako Frances Elizabeth Snyder ve Filadelfii 7. března 1917.
Holberton studovala žurnalistiku, protože její studijní plán umožňoval cestování. Žurnalistika byla také jedním z oborů, který byl ve čtyřicátých letech 20. století kariérně otevřený ženám. První den studia na Pensylvánské univerzitě ji vyučující matematiky zeptal, jestli by se místo výuky raději doma nestarala o děti.

## Kariéra

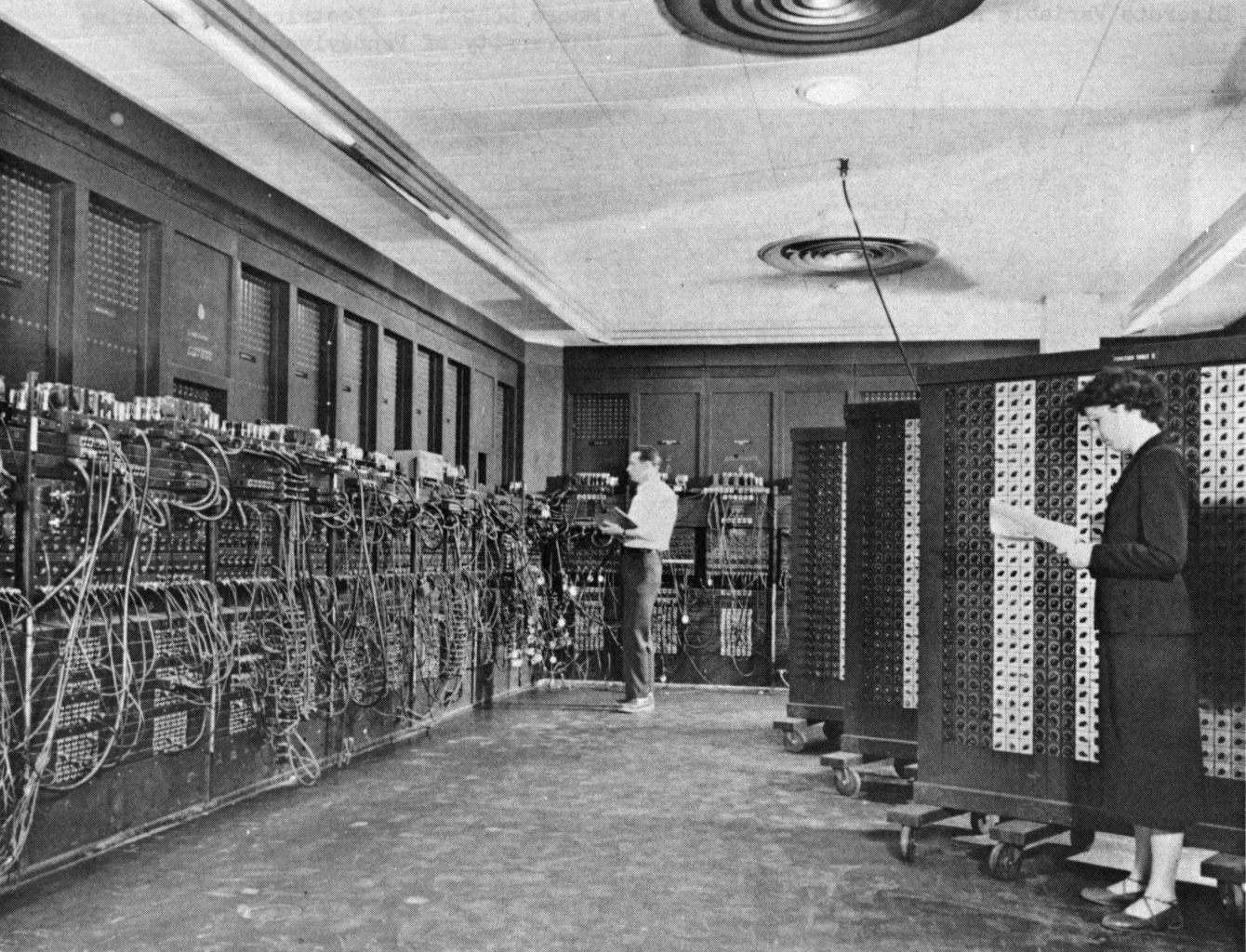
Betty Holberton (vpravo) při práci s ENIACem.

Během druhé světové války potřebovala americká armáda počítat balistické trajektorie a na tento úkol si najala mnoho žen. Holberton byla takto najata Pensylvánskou univerzitou jako „počítačka“ a spolu s dalšími pěti ženami byla vybrána pro programování ENIACu. Tyto ženy byly klasifikovány jako „podprofesionálky“. Holberton spolu s Kay McNulty, Marlyn Wescoff, Ruth Lichterman, Betty Jean Jennings a Fran Bilas programovaly ENIAC k elektronickému provádění výpočtů balistických trajektorií.
Zpočátku, protože byla existence ENIACu utajována, bylo těmto ženám při programování umožněno pracovat pouze s plány a schématy zapojení. Během práce na ENIACu přišla Holberton s mnoha produktivními vylepšeními, které ji napadly přes noc. Ostatní programátorky tak žertem poznamenaly, že „vyřešila více problémů ve spánku než ostatní lidé v bdělém stavu“.
ENIAC byl představen veřejnosti 15. února 1956 na Pensylvánské univerzitě. Stál přibližně 487 000 dolarů, což je ekvivalentem 7 195 000 v roce 2019.
Po druhé světové válce Holberton pracovala pro Remington Rand a Národní institut standardů a technologie. Holberton vyvinula rozhodovací strom pro binární řadicí algoritmus, k čemuž použila balíček hracích katet. Také napsala kód, který využíval deset pásek ke čtení a zápisu podle potřeby v rámci jednoho procesu. Je autorkou prvního balíku pro statistickou analýzu, který byl použit v roce 1950 pro americké sčítání lidu.
V roce 1953 byla jmenována vedoucí sekce pokročilého programování v laboratoři aplikované matematiky v Marylandu, kde zůstala až do roku 1966. Holberton spolupracovala s Johnem Mauchlym na vývoji sady instrukcí C-10 pro BINAC, která je považována za prototyp všech moderních programovacích jazyků. Spolu s Grace Hopper se podílela na vývoji standardů pro programovací jazyky COBOL a FORTRAN. Později, jako zaměstnankyně Národního institutu standardů a technologie, se ve velké míře podílela na prvních dvou revizích jazykového standardu Fortranu („FORTRAN 77“ a „Fortran 90“).